# Castiglione di Sicilia
Castiglione di Sicilia é uma comuna italiana da região da Sicília, província de Catania, com cerca de 3.743 habitantes. Estende-se por uma área de 120 km², tendo uma densidade populacional de 31 hab/km². Faz fronteira com Adrano, Belpasso, Biancavilla, Bronte, Calatabiano, Francavilla di Sicilia (ME), Gaggi (ME), Graniti (ME), Linguaglossa, Maletto, Malvagna (ME), Mojo Alcantara (ME), Motta Camastra (ME), Nicolosi, Piedimonte Etneo, Randazzo, Roccella Valdemone (ME), Sant'Alfio, Taormina (ME), Zafferana Etnea.
Pertence à rede das Aldeias mais bonitas de Itália.

## Demografia
| Variação demográfica do município entre 1861 e 2011                               |
|                                                                                   |
| Fonte: Istituto Nazionale di Statistica (ISTAT) - Elaboração gráfica da Wikipedia |